# Одзаки, Коё
Одзаки Коё (настоящее имя Токутаро; 16 декабря 1867, Токио ‒ 30 октября 1903, там же) — японский писатель. Писал в основном исторические романы; язык его произведений считался разговорным.
Родился в семье резчика нэцкэ Кокусая, имевшего известность ещё до революции Мэйдзи, однако его отец рано умер, поэтому его воспитанием занимались мать, бабушка и дедушка. Получил образование в средней школе в Токио, в 1883 году поступил в Первую высшую школу Токио, а в 1886 году — на литературный факультет Токийского императорского университета и окончил его. Ещё во время обучения, в 1888 году, он создал совместной с Ямадой Бимё и Бизаном Каваками литературное общество «Друзья тушечницы» (от слова тушь; идейно-творческая позиция этого объединения провозглашала опору на традиции старой японской литературы), издававшее одноимённый журнал, в котором и были опубликованы его первые произведения. В его ранних произведениях заметно влияние Ихара Сайкаку. Многие из его работ печатались в издании «Ёмиури Симбун», бывшем тогда самой популярной газетой Японии.
Его наиболее известные исторические романы: «Любовная исповедь двух монахинь» (1889), «Благоухающее изголовье» (1890), «Три жены»; в этих произведениях дана широкая картина нравов старой Японии. К числу других известных романов писателя относятся «Много чувств, много горя» (1896) и «Золотой демон» (1897), в которых высказан протест против капиталистического устройства.